# Супраоптическое ядро
Супраоптическое ядро гипоталамуса (лат. nucleus supraopticus; англ. supraoptic nucleus (SON)) — группа крупноклеточных нейронов в медиальной части гипоталамуса, насчитывающая около 3000 клеток. Важнейшей функцией нейронов супраоптического ядра является синтез вазопрессина, или антидиуретического гормона (АДГ), который путем аксонного транспорта поступает и депонируется в нейрогипофизе. Здесь аксоны нейронов супраоптического ядра образуют синаптоподобные контакты с кровеносными сосудами гипофиза. Вазопрессин накапливается в пресинаптических везикулах и секретируется в кровь при возбуждении нейрона.

### Функции
Супраоптическое ядро, вместе с паравентрикулярным, супрахиазматическим ядрами и преоптической зоной, составляют переднюю группу ядер гипоталамуса. Ядра передней группы гипоталамуса являются центром теплоотдачи, возбуждение которого приводит к повышению теплоотдачи путем расширения сосудов кожи и повышения температуры ее поверхности, увеличения отделения и испарения пота и усиления дыхания. Основными эффекторами гормонов клеток супраотического ядра являются дистальные канальцы и собирательные трубочки почек, в которых они увеличивает реабсорбцию воды, за счёт чего уменьшается диурез, а также гладкие миоциты сосудистых стенок, из-за чего происходит сужение сосудов (благодаря последнему эффекту гормон вазопрессин и получил свое название). Дисфункция супраоптического ядра может привести к неспособности организма выдерживать тепловую нагрузку, а при более серьезных нарушениях в синтезе вазопрессина — к несахарному диабету.